# Benyák Bernát József
Benyák Bernát József (Komárom, 1745. december 6. – Selmecbánya, 1829. március 1.) bölcseletdoktor, piarista rendi szerzetes, tanár.

## Élete
1764. október 3. a piarista rendbe lépett; bölcseleti s teológiai tanulmányainak elvégezte után a nyitrai convictus igazgatója lett; innét szerzetének pesti lyceumába tanárrá neveztetett ki, hol egy ideig a gimnáziumban a költészetet és ékesszólást tanította; előadásait nem csak magyarul adta elő, hanem tantételeit is két izben magyarul hirdette és a gyülekezet előtt magyarul védelmezte 1777-ben. Ezután a székesfehérvári gimnázium igazgatója lett; később Vácra, Debrecenbe s Trencsénbe rendelték; több évig nevelő volt és 1817 körül Selmecbányára jött aligazgatónak s spiritualisnak, hol a magyar nyelvben is adott oktatást. A magyar nyelven kívül beszélte a németet, franciát, olaszt és görögöt.

## Munkái
- Egész logikából és oktató fisikából válogatott czikkelyek. Kalocsa, 1777
- Sermocinationes criticae super ortu, et progressu philosophiae. Pestini, 1779 Online
- Magyarok sóhajtásai az haldokló Mária Teréziához. Hely n. (1780, névtelenül)
- Responsum ad librum singularem Petri ab Osterwald de religiosis ordinibus et eorum reformatione. Pestini, 1782
- Okos elmének mulatozásai. Bruyes apát után francziából ford. Uo. 1783
- Ratiocinium philosophicum super libertate ingenii humani in philosophando. Uo. 1784 (censurai kézirati példány a nemzeti muzeumban)
- Felséges második Józsefnek az ő közjóbéli tiszteihez adatott intése 1783 végén. Németből ford. Buda, 1784
- Felséges második József bölcs országlásának megmutatása. Németből ford. Pest (1784)
- Pia memoria dni Ignatii Nagy de Sélye prima Alba-Regalensium episcopi. Uo. 1790
- Felséges Józsefnek ausztriai főherczegnek beiktatásakor költ köszöntő dal. Vácz, év n.
- Ode ad diem IV. kal. jan. 1795. ill. ac. rev. d. Gabriel Zerdahelyi… capit. Vaciens. suffragiis… renunciatus est. Hely n.
- Az Urban boldogult néh. méltsgs. báró Miháldi Splényi Ferencz váczi püspöknek utolsó eltakarításakor készült halotti vers. Vácz, 1796
- Nemes Végh Péter urnak 1797-ben történt halálán sirhalma fölött kesergő lélek. Vácz (elegia)
- Josepho principi regio haereditario archi-duci Austriae regni Hungariae palatino dum primum ingrederetur Vacium III. non aug. 1798. Hely n.
- A boldogságos szűz Máriának tiszteletére szánt… ének. Latinból ford. Vácz. 1798
- Szabad kir. Szeged városának költségén épült tánczpalotának első mulatságát tisztelő dall. Buda, 1800
- Farádi Vörös Ignácz úrnak halálára irt vers. Uo. 1800
- Méltóságos ur Kőszeghy László csanádi püspök beiktatását város és oskolák tisztelik. Temesvár, 1801
- Pia memoria primi lapidis pro aede publica pauperum in libera reg. civitate Szegediensi erecta. Szegedini, 1801 (kézirata a n. muzeumban)
- Seren. principis regii Josephi archiducis Austriae et Hungariae palatiui ad praeruptum s. Benedicti in rupe Szkalka antrum accessum musae rupium earum incolae festivo concentu excipiunt Tynaviae. 1806
- Seren. principi Josepho dum provinciam Trenchiniensem ingrederetur. Uo. 1806
- Francisco I. regi Hungariae monumentum ediderunt scolae piae 1807. Schemnicii (költemény)
- Carmen pro soennitate benedictionis templi Csábrágiensis a Francisco e comitibus Koháry erecti. Schemnicii, 1815
- Grammatica hungarica. Uo. 1816 (2. kiadás. Uo. 1824)
- Ode ill. ac rev. dno Antonio Makay de eadem. Neosolii, 1819
- Ő nagyságának mélt. Geleji Makay Antal urnak. Selmecz. 1819 (költemény)
- Opuscula poetica. Viennae, 1819
- Méltóságos br. Révai Nep. János ő nagyságának Turócz vármegye főisp. lett beiktatására készített versmű. Vácz, 1819
- Magyar versei. Bécs. 1820 (Révay Nep. János br. költségén)
- Carmen dum torques aureus Franc. Corn. Hell rei mont. praefecti collo pro 50 servitii annos imponentur. Schemnicii, 1820
- Ode cels ac rev. principi Alexandro a Rudna de eadem. Viennae, 1820
- Üdvösséges énekei. Selmecz, 1821 (Makay Antal beszterczebányai püspök költségén)
- A magyar nyelvnek egyenes folyását ismertető versek. Uo. 1826
- Veszprém városának nyájas leírása; sajtó alá rend. Perényi József; Egyházmegyei Ny., Veszprém, 1912
- Joas : piarista iskolai dráma 1770-ből. Magyar irodalmi ritkaságok (3.). Egyetemi Nyomda, Budapest, 1931 Online, REAL-EOD

Kéziratban: Valósítás, hogy a Magyarország és Ausztria között való kereskedésnek szabad volta a magyaroknak nem csak nem ártalmas, hanem igen hasznos (a n. múzeumban, hol még több kézirata is van 1790–1806-ból. Kéziratainak jegyzéke is ott őriztetik.)
Levele Péczeli Józsefhez. Székes-Fehérvár, 1787. jún. 27. (Figyelő XXI. kivonatban.)